# Januari 1935
| Deze maand                                                                                             |
| --- |
| - Akkoord Italië en Frankrijk - Saargebied stemt voor Duitsland - Spanningen tussen Italië en Ethiopië |

De volgende gebeurtenissen speelden zich af in januari 1935. Sommige gebeurtenissen kunnen één of meer dagen te laat zijn vermeld doordat ze op de datum staan aangegeven waarop ze in het nieuws kwamen in plaats van de datum waarop ze werkelijk hebben plaatsvonden.

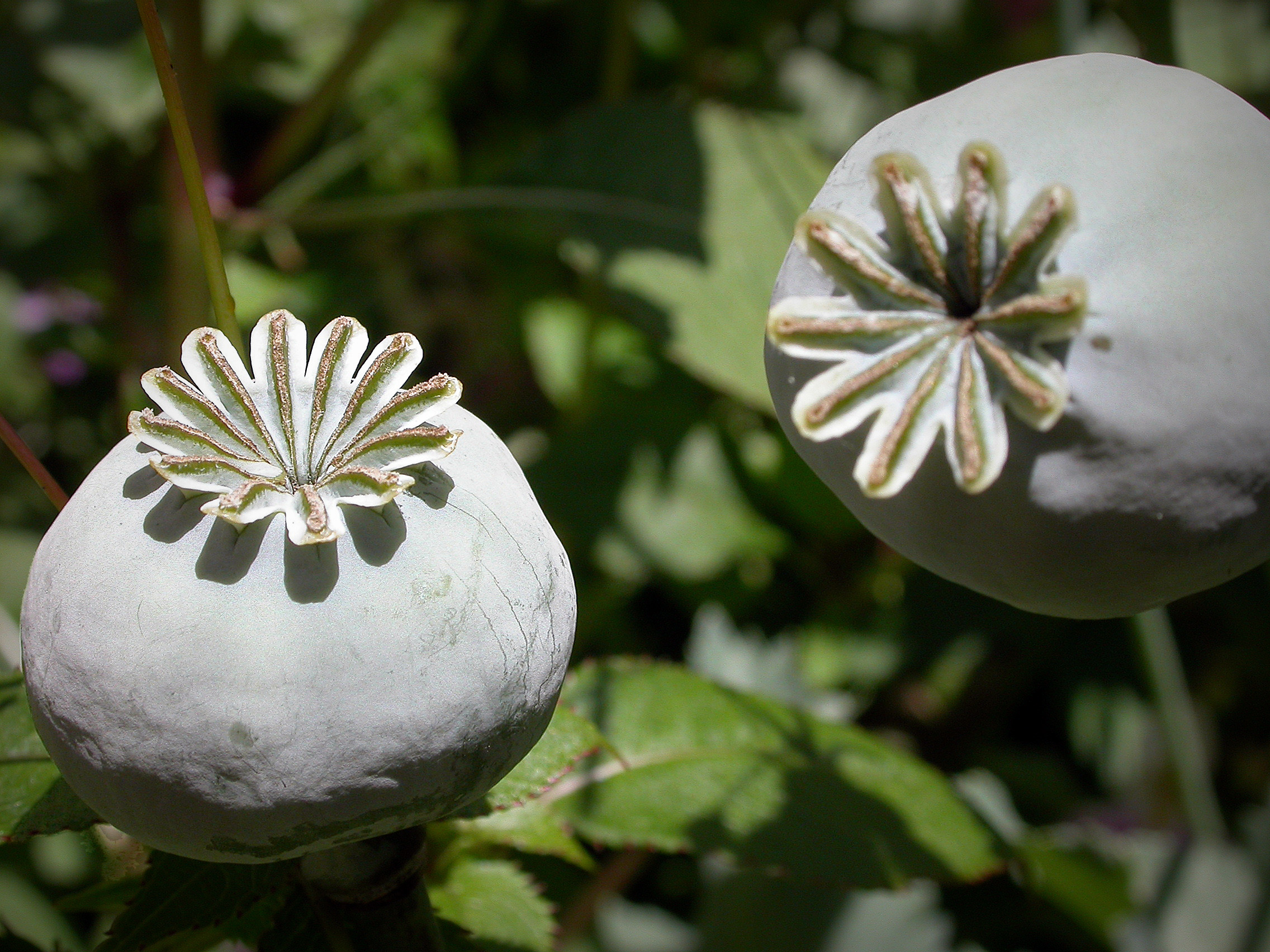
Papaver

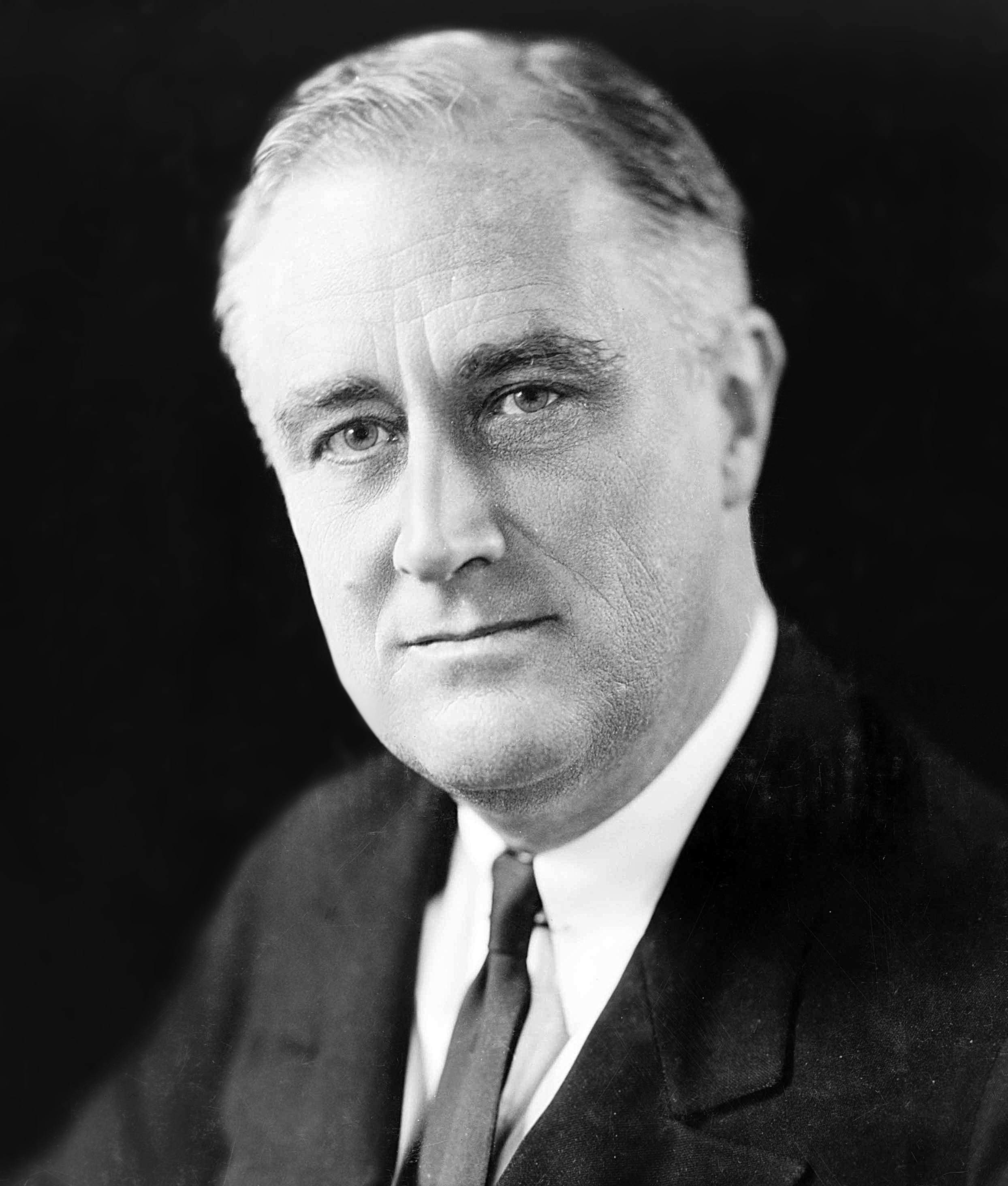
Franklin D. Roosevelt

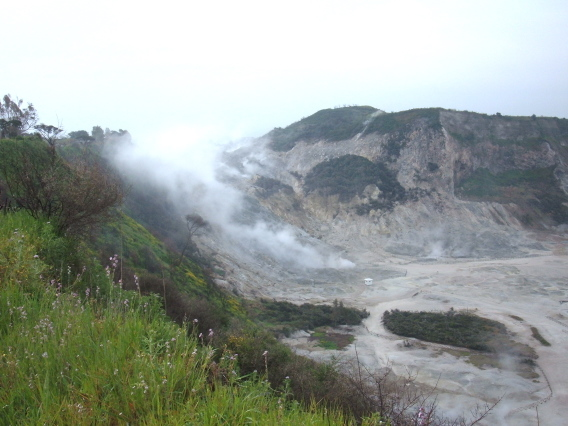
Solfatara

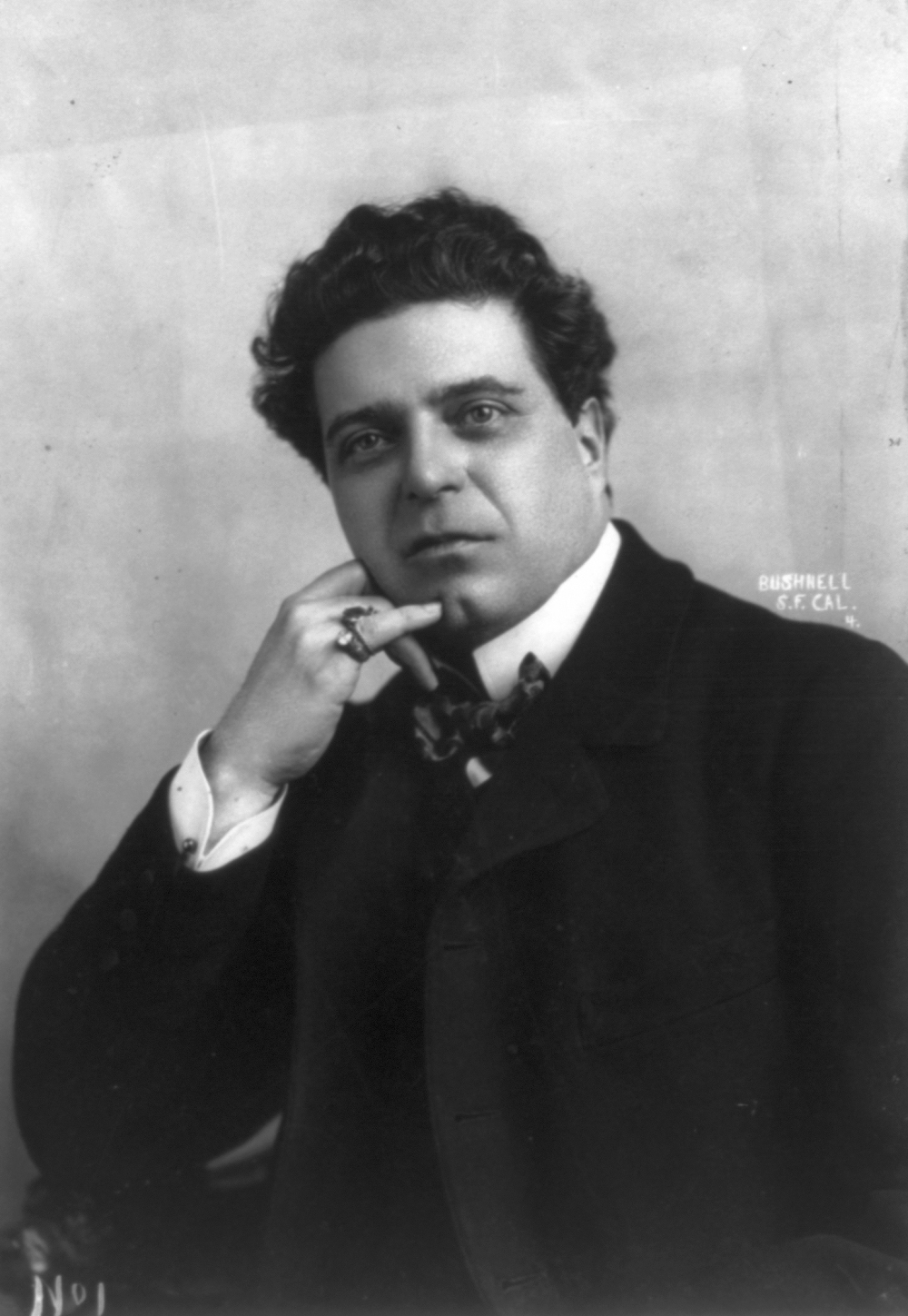
Pietro Mascagni

- 3: Ter bestrijding van de opium wordt in Fukien de doodstraf gesteld op het telen van papaver.
- 3: Abessinië roept de Volkenbond op in te grijpen in haar conflict met Italië.
- 3: De nieuwe regering van Joegoslavië, onder leiding van Jevtić, stelt zich voor.
- 3: Een aantal generaals verklaart de provincie Szechuan onafhankelijk en sommeert het Chinese leger zich binnen drie dagen uit de provincie terug te trekken.
- 4: In Spanje wordt de Staat van oorlog voor een periode van een maand verlengd.
- 4: In zijn nieuwjaarstoespraak spreekt president Franklin D. Roosevelt over de noodzaak van sociale zekerheid.
- 5: Japan pacht voor een periode van 30 jaar gronden in Mantsjoekwo voor industriële en landbouwdoeleinden.
- 5: Rond Roermond worden aardschokken gemeld. De zwaarste schok heeft een kracht van 4,0 op de schaal van Richter.
- 5: De Landdag van het Memelgebied zal voorlopig niet bijeenkomen.
- 5: De Nederlandse ijshockeyploeg speelt in Amsterdam zijn allereerste interland uit de geschiedenis. Tegenstander is België, dat met 4-0 wint.
- 6: Italië en Frankrijk sluiten een akkoord:
  - Wederzijdse consultatie indien de onafhankelijkheid van Oostenrijk in gevaar wordt gebracht
  - Koloniale grenswijzigingen, waarbij Italië van Frankrijk gebieden ontvangt aan de zuidgrens van Libië en aan de grens tussen Eritrea en Frans-Somaliland.
  - Italië geeft zijn aanspraken op Tunesië op.
  - Regeling burgerschap Italianen in Tunesië.
  - Frankrijk zal zich niet verzetten tegen Italiaanse plannen in Abessinië.
- 8: Het proces tegen 120 nationaalsocialisten die in Litouwen een staatsgreep zouden hebben voorbereid, wordt beëindigd. De meerderheid van de verdachten heeft bekend.
- 8: De Eerste Kamer accepteert het ontwerp ter wijziging van de Lager Onderwijswet, inhoudende dat alle huwende onderwijzeressen worden ontslagen.
- 8: De Amerikaanse rock-'n-roll legende Elvis Presley wordt geboren in Memphis.
- 9: De Amerikaanse Senaat stemt voor toetreding van de Verenigde Staten aan het Permanente Hof van Internationale Justitie.
- 10: Hongarije beëindigt zijn onderzoek naar betrokkenheid van Hongaarse ambtenaren bij Kroatische terroristen. Vijf ambtenaren zijn schuldig bevonden, twee anderen zijn overgeplaatst naar posities verder van de grens omdat zij de activiteiten onvoldoende zouden zijn tegengegaan.
- 10: Duitsland weigert deel te nemen aan de buitengewone Volkenbondzitting waarin de consequenties van het referendum in het Saargebied zullen worden besproken.
- 11: Na 9 jaar dictatuur wordt de eerste zitting van het parlement van Portugal geopend.
- 12: Amelia Earhart vliegt solo van Honolulu naar Oakland.
- 13: België krijgt toestemming van de Verenigde Staten om zijn oorlogsschulden in de vorm van radium af te lossen.
- 13: Bij de volksstemming over de toekomst van het Saargebied stemt de grote meerderheid (90,4%) voor aansluiting bij Duitsland (8.8% behoud status quo, 0,4% aansluiting bij Frankrijk, 0,4% blanco/ongeldig).
- 14: De oliepijpleiding van Kirkoek naar Haifa en Tripoli wordt geopend.
- 15: De Volkenbondscommissie betreffende het Saargebied zal bij de Volkenbond de terugkeer van het gebied tot Duitsland aanbevelen.
- 16: De Italiaanse vulkaan Solfatara wordt weer actief na meer dan 700 jaar geslapen te hebben.
- 16: In La Scala in Milaan gaat de opera Nerone van Pietro Mascagni in première.
- 16: De Franse premier Pierre Laval bepleit dat de Volkenbond een verantwoordelijkheid draagt voor politieke vluchtelingen uit het Saargebied.
- 17: In Nederland wordt een aantal grote bruggen gepland, die met tolheffing betaald zullen worden.
- 17: In de Belgische gemeente Schaarbeek brandt het Théâtre lyrique af.[1]
- 17: De Volkenbond stelt de datum voor de overdracht van het Saargebied aan Duitsland vast op 1 maart.
- 17: President Roosevelt dient zijn plannen op het gebied van sociale zekerheid in:
  - Een door werkgevers en werknemers betaalde werkloosheidsverzekering voor de duur van 16 weken
  - Na afloop hiervan federale tewerkstelling
  - Invoering Ouderdomsrente voor personen boven 65 jaar
  - Steun voor armlastige weduwen met kinderen
  - Federale ondersteuning voor gemeenten met gezondheidsprogramma's
- 17: Lloyd George geeft uitleg over zijn economische herstelplannen:
  - Bevordering van de wereldvrede
  - Afbreken van belemmeringen van internationale handel
  - Meer en nuttigere werkverschaffing
- 17: In Estland wordt aan een nieuwe grondwet gewerkt.
- 17: Grigori Zinovjev en Lev Kamenev worden wegens hoogverraad tot 10 en 5 jaar gevangenisstraf veroordeeld. Een aantal andere betrokkenen krijgt ook tussen de 5 en 10 jaar gevangenisstraf.
- 19: De Snip opent de KLM-luchtlijn Curaçao-Aruba v.v., de eerste Nederlandse luchtlijn in West-Indië.
- 20: De commissie betreffende de Chaco-oorlog verscherpt de wapenboycot tegen Paraguay en heft die tegen Bolivia op. Ook economische en financiële sancties tegen Paraguay worden overwogen.
- 20: De sociaaldemocratische partij van het Saargebied wordt ontbonden.
- 23: De Sovjet-Unie verkoopt de Chinese Oosterspoorweg aan Japan voor een bedrag van 170 miljoen yen.
- 23: In Nederland wordt een commissie onder leiding van C.B. van Haeringen ingesteld om een woordenlijst volgens de nieuwe spelling-Marchant samen te stellen.
- 24: Italië en Abessinië besluiten hun conflict via directe onderhandelingen te trachten op te lossen. Abessinië ziet derhalve voorlopig af van haar verzoek tot bemiddeling aan de Volkenbond.
- 24: De Onafhankelijke Socialistische Partij en de Revolutionair-Socialistische Partij besluiten tot een fusie (zie Revolutionair-Socialistische Arbeiderspartij).
- 24: In Nederland wordt een wetsontwerp ingediend om alle kinderarbeid door kinderen onder 14 jaar te verbieden. Alleen huiselijke arbeid binnen het eigen gezin wordt nog uitgezonderd. Voorheen gold het verbod slechts voor industriële arbeid.
- 24: In een wetsontwerp wordt de stichting van de Nederlandsche Omroep-Zender Maatschappij (Nozema) voorgesteld.
- 24: De tekst van de nieuwe grondwet voor Brits-Indië wordt gepubliceerd.
- 25: Een Franse administrateur en 100 man van diens gevolg worden door onafhankelijke Abessijnse stammen gedood in westelijk Frans-Somaliland.
- 25: Het Folketingslid voor de Duitse minderheid in Sleeswijk bepleit een heroverweging van de grenskwesties in het gebied.
- 26: In Zweden wordt voorgesteld de verdediging van het eiland Gotland te versterken.
- 26: In Mexico wordt een groot aantal, voornamelijk katholieke, bladen en boeken verboden.
- 28: President Franklin D. Roosevelt vraagt en krijgt een krediet van 4.88 miljard dollar - 4 miljard voor het tienjarenplan van openbare werken, uit te voeren door werklozen, en 880 miljoen om totdat dit plan in werking treedt de steunbetaling voort te zetten.
- 28: Japan valt de Chinese provincie Tsjahar ten westen van Mantsjoerije aan, en bezet het. China protesteert.
- 29: Japan zal via een speciale overeenkomst blijven deelnemen aan de niet-politieke activiteiten van de Volkenbond.
- 29: De Verenigde Staten zullen niet toetreden tot het Permanente Hof van Internationale Justitie. In de senaat was weliswaar een meerderheid van 52 tegen 36 voor het voorstel, maar voor aanvaarding was een 2/3 meerderheid noodzakelijk.
- 29: Duitse vrouwen die met een buitenlander getrouwd zijn, krijgen de mogelijkheid volgens Duits recht een echtscheiding te krijgen in plaats van volgens het (vaak moeilijkere) recht van het land waarvan ze door hun huwelijk staatsburger zijn geworden.
- 29: De Volkenbond verwerpt een voorstel tot hertoetreding van Brazilië.
- 29: Het Saargebied zal, na toetreding tot Duitsland, 8 afgevaardigden in de Rijksdag krijgen.
- 29: Bij Oeal Oeal komt het tot gevechten tussen Italiaanse en Abessijnse soldaten.
- 31: België en Canada verliezen hun permanente zetel in het Internationaal Arbeidsbureau ten gunste van de Verenigde Staten en de Sovjet-Unie. De andere permanente leden zijn Duitsland, Frankrijk, het Verenigd Koninkrijk, Brits-Indië, Italië en Japan.
- 31: De Duitse minister Hermann Göring bezoekt de Poolse dictator Józef Piłsudski
- 31: De ANWB verkrijgt het predicaat Koninklijk.

en verder:
- China gaat over van de Chinese kalender naar de gregoriaanse kalender

← · januari · februari · maart · april · mei · juni · juli · augustus · september · oktober · november · december ·  →
1. ↑  Kroniek van België, Standaard Uitgeverij NV, 1987. ISBN 9002160429